# Cidlina
Cidlina är en ort i Tjeckien.   Den ligger i regionen Vysočina, i den centrala delen av landet, 140 km sydost om huvudstaden Prag. Cidlina ligger 551 meter över havet och antalet invånare är 111.
Terrängen runt Cidlina är lite kuperad.Runt Cidlina är det ganska tätbefolkat, med 129 invånare per kvadratkilometer. Närmaste större samhälle är Třebíč, 14,3 km nordost om Cidlina. Trakten runt Cidlina består till största delen av jordbruksmark.